# Tracie Savage
Tracie Savage (ur. 7 listopada 1962 w Ann Arbor, Michigan) – amerykańska aktorka, grająca głównie w projekcjach telewizyjnych, oraz była reporterka.
W latach 1974–1975 występowała jako Christy Kennedy w serialu Domek na prerii. W 1982 roku pojawiła się w roli Debbie w kultowym Piątku, trzynastego III. Poza tą rolą wystąpiła jeszcze w filmie kinowym The Devil and Max Devlin oraz w krótkim metrażu Loretta w roli tytułowej. Obecnie mieszka w Los Angeles. W 2013 pojawiła się w filmie dokumentalnym Crystal Lake Memories: The Complete History of Friday the 13th.